# Нашите корени
„Нашите корени“ е осмият студиен албум на българската рок група Епизод, издаден през 2006 година.

## Песни
Албума се състои от 9 песни:
1. Аспарух – 4:11
2. Стар овчар – 2:44
3. Заблеяло ми агънце – 6:44
4. Шарена чешма – 2:36
5. Катерино моме – 3:38
6. Девет камбани – 4:06
7. Кочо – 6:58
8. Шуми Марица – 2:30
9. Бачковско хоро – 3:36

## Изпълнители
- Емил Чендов – вокали
- Драгомир Драганов – китари и вокали
- Симеон Христов – бас китара
- Христо Гьошарков – барабани
- Делян Георгиев – клавишни